# J.J. Hofman
J. (Jan) J. (Justus) Hofman (Alphen aan den Rijn, 11 juni 1866 - Den Haag, 2 mei 1942) was een Nederlandse apotheker in Den Haag. Hij studeerde aan de Universiteit Leiden en promoveerde daar in 1919. 
Jan Hofman bekleedde verschillende functies binnen de Koninklijke Nederlandse Maatschappij ter bevordering der Pharmacie. Zo was hij lid van het hoofdbestuur en lid van de redactie van het Pharmaceutisch Weekblad. Hij werd in 1931 benoemd tot erelid.
Jan Hofman was, samen met de Leidse hoogleraar prof. Leopold van Itallie, een van de drijvende krachten bij de oprichting van de International Pharmaceutical Federation of Fédération Internationale Pharmaceutique in Den Haag in 1912. Hij bekleedde vanaf de oprichting tot 1930 de functie van secretaris-generaal van de federatie. Hij werd in 1930 benoemd tot president.